# Piotr Ocup
Piotr Adolfowicz Ocup (ros. Пётр Адо́льфович Оцу́п) – fotoreporter rosyjski, potem radziecki. Fotografował wiele zdarzeń historycznych, w tym wojnę rosyjsko-japońską, rewolucję 1905 roku i rewolucję październikową. Wykonał około 40 000 fotografii.

## Życie i praca

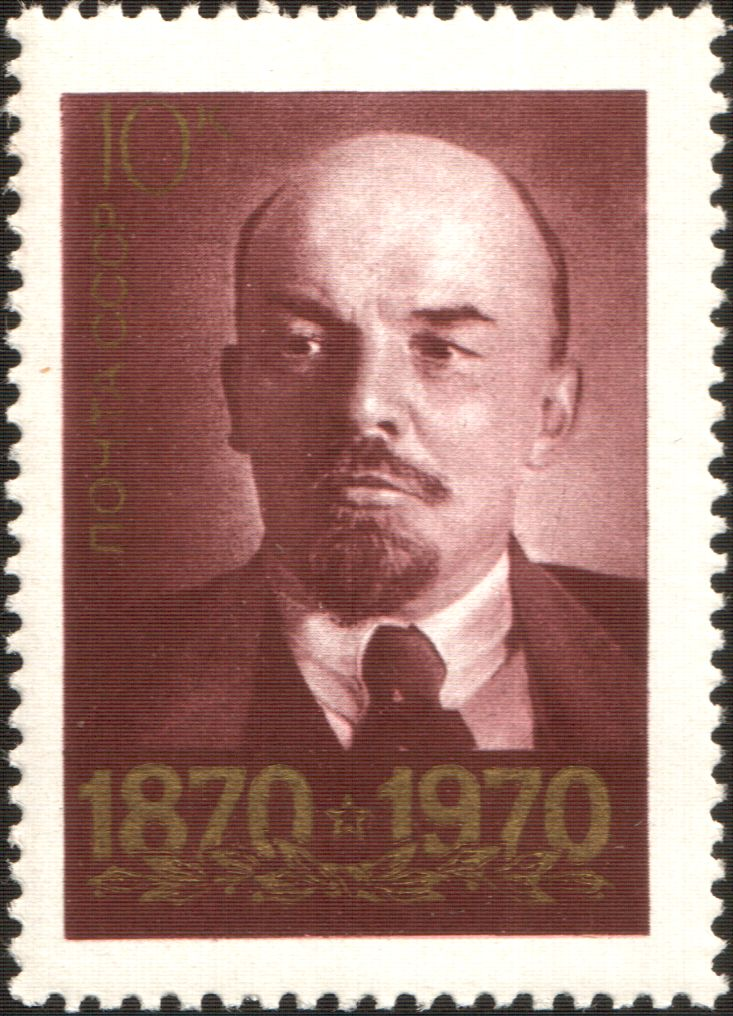
Zdjęcie Włodzimierza Lenina wykonane przez Ocupa, użyte na znaczku pocztowym ZSRR.

Ocup urodził się 21 lipca 1883 w Sankt Petersburgu w Imperium Rosyjskim. Fotografiami zainteresował się w salonie fotograficznym, w którym się uczył w latach 90. XIX wieku. Jego kariera fotoreportera rozpoczęła się podczas wojny rosyjsko-japońskiej. Od 1900 pracował jako fotograf dla pisma „Ogoniok”.
Ocup sfotografował rosyjskich artystów m.in. Lwa Tołstoja, Siergieja Rachmaninowa, Fiodora Szalapina i innych. Wykonał też fotografie polityków i przywódców ZSSR, w tym 35 zdjęć Włodzimierza Lenina, które powstały w latach 1918–1922, także zdjęcia Siemiona Budionnego, Michaiła Frunzego, Klimienta Woroszyłowa, Klary Zetkin, Michaiła Kalinina, Józefa Stalina, Nikity Chruszczowa, Jakowa Swierdłowa, Siergieja Kirowa, Wiaczesława Mołotowa, Waleriana Kujbyszewa.
Od 1918 do 1921 podczas rosyjskiej wojny domowej robił zdjęcia bitew. Od 1918 do 1935 był fotografem kremlowskim. Od 1919 do 1925 pracował we Wszechrosyjskim Centralnym Komitecie Wykonawczym. Od 1925 do 1935 był odpowiedzialny za pracownię fotograficzną Rosyjskiej Centralnej Rady Związków Zawodowych.
5 maja 1962 otrzymał Order Lenina.
Umarł w 1963 roku w Moskwie.

## Kolekcje
Prace Ocupa znajdują się w Metropolitan Museum of Art, Nowy Jork: 3 odbitki (stan na sierpień 2018).
1. ↑  3 results out of 462,933 records [online], www.metmuseum.org [dostęp 2021-06-19].